# 管軼
管軼（1962年—），江西宁都人，中國微生物學家，是最先提出確認SARS是由冠狀病毒引起，果子狸是SARS冠狀病毒主要載體的科學家之一，現為香港大學「新發傳染性疾病國家重點實驗室」主任、香港大學微生物學系教授、上海市病毒研究院院长。 
管軼是當今禽流感病毒國際權威之一，並曾獲《時代周刊》選為18位救人英雄之一。 
管軼出身兒科，及後改為從事禽流感研究。他表示基礎科學是他的興趣，其次是考慮到當醫生醫病人的數量始終有限；但當微生物學家，一旦找到病毒元兇，便可以堵截病毒的傳播，救回千萬人的生命。

## 生平

### 求學時期
1978年考入江西醫學院（现南昌大學醫學院）就讀醫科。
1983年醫科畢業後，他在醫院當駐院兒科醫生。
1989年碩士畢業遇上中國改革開放，於是他轉到已經對外開放的城市汕頭工作，並在汕頭大學第一附屬醫院作兒科主任醫生。
1993年，他到香港大學進修，去到港大微生物學系跟隨流感專家邵力殊（Kennedy Francis Shortridge）教授修讀博士學位。
之後又跟隨禽流感權威、美國圣犹达儿童研究医院羅伯特·韋伯斯特教授。

### 防疫工作

#### 嚴重急性呼吸綜合症
他是首先進行調查SARS的港大團隊成員之一，雖然團隊一度以為嚴重急性呼吸綜合症是禽流感病毒引起的；但他也是確認SARS是由冠狀病毒，而不是其他的衣原體或其他病因形成的學者之一。2013年管軼教授回顾SARS，我觉得价值在于再敲一次警钟。希望所有的人，公众、科学家和官员都能扪心自问，哪些地方我们做错了，哪些地方还有改善空间？这些年传染病防控上的确有了很大的进步，但是另一方面，学界研究上的一些阻碍依然存在。其实传染病并不可怕，怕的是做研究的人平时不用功，临时才攻关。病毒的研究要毅力，也要能力。我现在更担心的并不是SARS是否会再来，而是新的禽流感，H5N1如果变成人传人，可以比SARS厉害百倍，如果这种病毒复制出一个超级传播者，情况不堪设想。

#### 禽流感
2006年10月左右，管軼與美國的科學家指出，禽流感病毒已經變種，並從所收集到的病毒分離出新的福建型病毒樣本。中國農業部官員及外交部人員否認这一情况，並進而指出管軼未有透過國家機關而私自從菜市場採集家禽糞便樣本。自由亚洲电台擔心新任世衛總幹事陳馮富珍女士能否让中國政府正面面對中國的疫情控制的問題，因為外界認為中國政府在這次事件中欠缺積極解決事件的誠意。

#### 2019冠状病毒病
2019冠状病毒病疫情期間，管軼在1月21日到武漢市視察。走訪菜市場及會見當地部門後，管軼判斷疫情已無法控制，遂於抵達當晚即預訂翌日的機票離開，又保守估計感染規模將是SARS事件10倍起跳。2021年11月，管軼接受凤凰卫视采访时表示，病毒会长期与人类共存，已不可能清零，他還反對頻繁做全员核酸检测。

### 獲聘任為上海市病毒研究院院長
2022年9月26日，上海交通大学医学院成立上海市病毒研究院，管轶受聘成为上海市病毒研究院首任院长。

## 個人爭議

#### 指出中國政府涉嫌隱瞞禽流感疫情擴散
自由亚洲电台及《大纪元时报》报道指，管軼是最早指出中國政府涉嫌隱瞞禽流感疫情擴散的人。在2004年的擴散，病毒從青海的候鳥帶到西伯利亞，並經過俄羅斯擴散至東歐及中歐，使當地不少火雞及天鵝都必須撲殺。中國政府至今依然否認病毒的擴散與他們隱瞞疫情有關，並把管軼在汕頭的實驗室強行關閉，指稱其實驗室並不符合標準。此外，更修改法例，指所有病毒樣本的採集都必須透過國家機關進行。中华人民共和国农业部兽医局表示，对于高致病性病原微生物的研究，世界各国都不允许科研人员脱离政府的监管。即对P3和P4级实验室，不存在着独立的不受政府监管的允许研究病原微生物科学家，全世界都如此。管轶教授说的汕头实验室，远远没有达到规定的要求，也没有达到国际动物卫生法典上规定的要求。

## 荣誉
约翰‧狄克斯加拿大盖尔德纳全球卫生奖（2021年）